# Comparaison des gestionnaires de fichiers
Cet article propose une comparaison des gestionnaires de fichier. Les tables permettent de comparer les informations générales et techniques des logiciels de gestion de fichiers.

## Informations générales
| Gestionnaire de fichier                   | Créateur                                                      | Date de la première diffusion publique          | Dernière version stable                             | Prix                                                         | licence                        |
| ----------------------------------------- | ------------------------------------------------------------- | ----------------------------------------------- | --------------------------------------------------- | ------------------------------------------------------------ | ------------------------------ |
| MyFinder                                  | Mickael FRANCOIS http://myfinder.fpc-france.com               | 2005                                            | 3.3 (2012-02)                                       | shareware € 9                                                | Logiciel propriétaire          |
| A43                                       | B.G. Miller A43 Gestionnaire de fichier                       | 2001                                            | 2.52                                                | gratuit                                                      | Logiciel propriétaire Freeware |
| Altap Salamander                          | Altap                                                         | 1997-08-15                                      | v2.54 (2010-09-02)                                  | payant US$ 30                                                | Logiciel propriétaire          |
| Beesoft Commander                         | Piotr Pszczolkowski, http://www.beesoft.pl                    | 2005-11-28                                      | 4.1.0 (2008-09-19)                                  | gratuit                                                      | GPL                            |
| DOS Shell (en)                            | Microsoft                                                     | 1988-06                                         | ?                                                   | Part of MS-DOS & PC-DOS                                      | Logiciel propriétaire          |
| Dos Navigator (en)                        | RITLabs                                                       | v0.90 (1991)                                    | v1.51 (1999)                                        | gratuit                                                      | open source                    |
| Double Commander(en)                      | alexx2000, Double Commander http://doublecmd.sourceforge.net/ | 2007-12-26 (Première version Alpha)             | v0.7.3 (2016-07-02)                                 | gratuit                                                      | Open source (LGPLv2)           |
| Directory Opus (en)                       | Jonathan Potter, GPSoftware                                   | Amiga: v1 (1990-01-03) Windows: v6 (2001-06-18) | v9.1.1.0 (2008-09-06)                               | payant € 49.95                                               | Logiciel propriétaire          |
| Dired (en)                                | integral part of Emacs, part of the GNU project               | 1978?                                           | ?                                                   | gratuit                                                      | GPL                            |
| Disk Order (ru)                           | LikeMac Group                                                 | 2004-02                                         | v2.3 (2006-05-31)                                   | payant $22.57 USD                                            | Logiciel propriétaire          |
| Dolphin                                   | KDE                                                           | 2006-06-07 (0.5)                                | 1.7 (2011-07-20) KDE 4.7                            | gratuit                                                      | GPL                            |
| emelFM2                                   | tooar                                                         | 2003-09-06                                      | v0.4.1 (2008-05-22)                                 | gratuit                                                      | GPL                            |
| Explorer++ (en)                           | David Erceg                                                   | 2008-01-06                                      | Alpha 2 (2008-08-10)                                | gratuit                                                      | GPL v3                         |
| F                                         | Duy Nguyen & Michel Normand                                   | 2000 or earlier                                 | v1.70 / 2.70 (2002)                                 | gratuit                                                      |                                |
| FAR Manager                               | Eugene Roshal (initialement), FAR Group                       | 1996                                            | v3.0 build 5300 (2018-10-29)                        | gratuit                                                      | open source                    |
| FreeCommander                             | Marek Jasinski                                                | 2004 (?)                                        | v2008.06 (2008-06-15)                               | gratuit                                                      | Logiciel propriétaire          |
| Windows File Manager                      | Microsoft                                                     | 1990?                                           | v3.1                                                | Part of Windows                                              | Logiciel propriétaire          |
| File Commander                            | MobiSystems                                                   | ?                                               | v3.5.13761 (2015-08-18)                             | gratuit                                                      |                                |
| Finder                                    | Apple Inc.                                                    | 1984-01                                         | v10.5.3 (2008-02-11)                                | Part of Mac OS X                                             | Logiciel propriétaire          |
| gentoo (file manager) (en)                | Gentoo                                                        | ?                                               | v0.11.55 (2005-06-04)                               | gratuit                                                      | GPL                            |
| GNOME Commander                           | GNOME Commander                                               | 2001-08                                         | v1.2.7 (2008-07-28)                                 | gratuit                                                      | GPL                            |
| Kae's File Manager                        | Kae Verens                                                    | 2006-07                                         | v1.3.1 (2008-10-13)                                 | gratuit                                                      | BSD                            |
| Konqueror                                 | KDE                                                           | October, 2000                                   | v4.13 (2014-04-16)                                  | gratuit                                                      | GPL                            |
| Krusader                                  | Krusader Krew                                                 | 2000-07-11                                      | v1.80.0 (2007-07-21)                                | gratuit                                                      | GPL                            |
| Magellan Explorer                         | Enriva                                                        | 1999 ou plus tôt (Voyager 98)                   | v3.32 (2005-10-07)                                  | payant $39.95                                                | Logiciel propriétaire          |
| Midnight Commander mc                     | GNU Midnight Commander                                        |                                                 | v4.8.21 (2018-06-03)                                | gratuit                                                      | GPL                            |
| muCommander (en)                          | Maxence Bernard                                               | 2002-02-17                                      | v0.8.2 (2008-04-16)                                 | gratuit                                                      | GPL                            |
| Nautilus                                  | Eazel                                                         | 2001-04-11                                      | v2.18.0.1 (2007-03-12)                              | gratuit                                                      | GPL                            |
| Norton Commander                          | Peter Norton Computing, later Symantec corporation            | 1986                                            | DOS: v5.51 (1998-07-01) Windows: v2.01 (1999-02-01) | payant ?                                                     | Logiciel propriétaire          |
| Path Finder (en) (originally called SNAX) | Cocoatech                                                     | 2001-04                                         | v4.8 (2007-10-02)                                   | payant US$ 34.95                                             | Logiciel propriétaire          |
| PathMinder                                | Albert Nurick and Brittain Fraley                             | 1984                                            | v4.11 (1988)                                        | payant US$ 39.95                                             | Logiciel propriétaire          |
| PCManFM                                   | Hong Jen Yee                                                  | 2006                                            | v1.2.5 (2016-12-10)                                 | gratuit                                                      | GPL                            |
| PowerDesk                                 | VCOM                                                          | ?                                               | v6.04                                               | payant US$ $39.95                                            | Logiciel propriétaire          |
| ROX-Filer                                 | Thomas Leonard et al                                          | Before 2000-03-10                               | v2.5 (2006-07-07)                                   | gratuit                                                      | GPL                            |
| SpeedCommander                            | SpeedProject                                                  | 1993-05                                         | v12.21 (2008-07-04)                                 | payant € 37.95                                               | Logiciel propriétaire          |
| Thunar                                    | Xfce                                                          | 2006-01-22                                      | v1.8.0 (2018-06-06)                                 | gratuit                                                      | GPL                            |
| Total Commander                           | Christian Ghisler                                             | 1993-09-29                                      | v9.22a (2019-03-29)                                 | payant CHF 40 / € 38                                         | Logiciel propriétaire          |
| UltraExplorer                             | Jim Kueneman                                                  | 2006-12-17                                      | v1.5.0.3 (2007-12-26)                               | gratuit                                                      | GPL                            |
| Volkov Commander (en)                     | Vsevolod Volkov                                               | circa 1992                                      | v4.05/4.99.08 (2000)                                | shareware/freeware                                           | Logiciel propriétaire          |
| Windows Explorer                          | Microsoft                                                     | 1995-08-24                                      | v6.0                                                | Part of Windows                                              | Logiciel propriétaire          |
| WinSCP                                    | WinSCP                                                        | ?                                               | v4.1.5 (2008-07-12)                                 | gratuit                                                      | GPL                            |
| Xfile (en)                                | Rixstep                                                       | 2003-03-02                                      | v1.8.0 (2007-02-19)                                 | payant US$ 79.00 (with 80+ other apps)                       | Logiciel propriétaire          |
| xplorer²                                  | Nikos Bozinis                                                 | 2004-06-10                                      | v3.0.0.5 (2015-06-27)                               | payant US$ 29.95 (lite is free)                              | Logiciel propriétaire          |
| XYplorer (en)                             | Donald Lessau                                                 | 1997                                            | v8.40, (2009-09-14)                                 | payant US$ 24.95 (lic. a vie Pro: US$ 44.95 Home: US$ 14.95) | Logiciel propriétaire          |
| ZTreeWin (en)                             | Kim Henkel                                                    | 1996                                            | v1.70 (2008-02-05)                                  | payant US$ 29.95                                             | Logiciel propriétaire          |
| NexusFile                                 | JungHoon Noh (xiles)                                          | 1998                                            | v5.0 (2002-06-09)                                   | gratuit                                                      | Logiciel propriétaire          |
| bugFile                                   | 1Scripts                                                      | 2006-08                                         | v2.0 (2007-06)                                      | gratuit                                                      | Logiciel propriétaire          |
| FileAnt                                   | Will Wheelahan                                                | 1998                                            | 20080003 (2008-06)                                  | gratuit                                                      | Logiciel propriétaire          |

## Systèmes supportés

### Multi plateforme
Les gestionnaires de fichier fonctionnent sans émulateur.
| Gestionnaire de fichier      | DOS | Windows      | Mac OS X | Linux | BSD | Unix | AmigaOS | Android |
| ---------------------------- | --- | ------------ | -------- | ----- | --- | ---- | ------- | ------- |
| A43 File Manager             | non | oui          | non      | non   | non | non  | non     |         |
| Beesoft Commander            | non | non          | ?        | oui   | oui | oui  | non     |         |
| Double Commander(en)         | non | oui          | oui      | oui   | oui | oui  | non     |         |
| Directory Opus (en)          | non | oui          | non      | non   | non | non  | oui     |         |
| Dos Navigator (en)           | oui | oui          | non      | non   | non | non  | non     |         |
| Dolphin                      | non | requiert KDE | oui      | oui   | oui | oui  | non     |         |
| emelFM2                      | non | non          | non      | oui   | oui | oui  | non     |         |
| Explorer++ (en)              | non | oui          | non      | non   | non | non  | non     |         |
| F                            | ?   | oui          | non      | oui   | oui | oui  | non     |         |
| GNOME Commander              | non | non          | oui      | oui   | oui | oui  | non     |         |
| KFM                          | ?   | oui          | oui      | oui   | ?   | ?    | non     |         |
| Konqueror                    | non | partiel      | oui      | oui   | oui | oui  | non     |         |
| Krusader                     | non | non          | oui      | oui   | oui | oui  | non     |         |
| Magellan Explorer            | ?   | oui          | non      | non   | non | non  | non     |         |
| Midnight Commander           | oui | oui          | oui      | oui   | oui | oui  | oui     |         |
| muCommander (en)             | non | oui          | oui      | oui   | oui | oui  | ?       |         |
| Nautilus                     | non | non          | oui      | oui   | oui | oui  | non     |         |
| PathMinder                   | oui | oui          | non      | non   | non | non  | non     |         |
| ROX-Filer                    | non |              |          | oui   | oui | oui  | non     |         |
| Thunar                       | non | non          | non      | oui   | oui | oui  | non     |         |
| Total Commander              | non | oui          | non      | non   | non | non  | non     | oui     |
| Volkov Commander (en)        | oui | oui          | non      | non   | non | non  | non     |         |
| bugFile (fonctionnalité web) | non | oui          | oui      | oui   | oui | oui  | non     |         |

### Gestionnaires de fichiers uniquement pour Mac
- Commander One (en)
- Disk Order (ru)
- ForkLift
- Macintosh Explorer
- Finder
- Path Finder (en)
- Xfile (en)

### Gestionnaires de fichiers uniquement pour Windows
- Altap Salamander (en)
- Directory Opus (en)[5],[6],[7]
- Explorer++ (en)
- FAR Manager
- File Commander (en)
- Gestionnaire de fichier
- FreeCommander
- SpeedCommander[8],[9]
- Total Commander[8],[10]
- Windows Explorer
- X-file [réf. souhaitée]
- xplorer²
- XYplorer (en)
- ZTreeWin (en)
- NexusFile [réf. souhaitée]

## Fonctionnalités des gestionnaires
| Gestionnaire de fichier | Mode icône | Mode liste | Mode Colonne | Mode vignettes | Détails + vignettes  | Groupements | Content Dependent | Double panneau | Gestion des favoris | Onglets                          |
| ----------------------- | ---------- | ---------- | ------------ | -------------- | -------------------- | ----------- | ----------------- | -------------- | ------------------- | -------------------------------- |
| Altap Salamander        | oui        | oui        | oui          | oui            | non                  | non         | non               | oui            | ?                   | non                              |
| Double Commander(en)    | oui        | oui        | oui          | oui            | oui                  | oui         | oui en affichage  | oui            | oui                 | oui                              |
| Directory Opus (en)     | oui        | oui        | non          | oui            | oui                  | oui         | oui               | oui            | oui                 | oui                              |
| Disk Order (ru)         | ?          | oui        | ?            | ?              | ?                    | ?           | ?                 | oui            | ?                   | oui                              |
| Dos Navigator (en)      | ?          | ?          | ?            | ?              | ?                    | ?           | ?                 | oui            | ?                   | ?                                |
| Dolphin                 | oui        | oui        | oui          | oui            | oui                  | oui         | ?                 | oui            | oui                 | oui                              |
| emelFM2                 | non        | oui        | non          | oui            | ?                    | non         | non               | oui            | ?                   | non                              |
| FAR Manager             | non        | oui        | oui          | non            | non                  | oui         | oui               | oui            | oui                 | partiel[source insuffisante]     |
| Gestionnaire de fichier | oui        | oui        | non          | ?              | ?                    | ?           | ?                 | oui            | non                 | non                              |
| FreeCommander           | oui        | oui        | ?            | oui            | ?                    | ?           | ?                 | oui            | oui                 | oui                              |
| Finder                  | oui        | oui        | oui          | oui            | oui, avec Cover Flow | oui         | non               | non            | oui                 | non                              |
| GNOME Commander         | non        | oui        | non          | non            | ?                    | non         | non               | oui            | ?                   | non                              |
| KFM                     | oui        | oui        | non          | oui            | oui                  | non         | non               | non            | non                 | non                              |
| Konqueror               | oui        | oui        | oui          | oui            | oui                  | partiel     | oui               | oui*           | oui                 | oui                              |
| Krusader                | oui        | oui        | oui          | oui            | ?                    | non         | oui               | oui            | ?                   | oui                              |
| Midnight Commander      | ?          | oui        | ?            | ?              | ?                    | ?           | ?                 | oui            | ?                   | ?                                |
| Nautilus                | oui        | oui        | non          | oui            | oui                  | non         | non               | oui            | oui                 | partiel                          |
| Path Finder (en)        | oui        | oui        | oui          | oui            | non                  | oui         | non               | non            | oui                 | oui                              |
| PowerDesk               | oui        | oui        | non          | ?              | ?                    | ?           | ?                 | oui            | ?                   | ?                                |
| ROX-Filer               | oui        | oui        | non          | oui            | oui                  | non         | non               | non            | oui                 | non                              |
| SpeedCommander          | oui        | oui        | non          | oui            | oui                  | oui         | non               | oui            | oui                 | oui                              |
| Total Commander         | oui        | oui        | oui          | oui            | oui                  | oui         | oui en affichage  | oui            | oui                 | oui                              |
| Thunar                  | oui        | oui        | ?            | oui            | oui                  | non         | ?                 | ?              | oui                 | ?                                |
| UltraExplorer           | oui        | oui        | oui          | oui            | ?                    | ?           | ?                 | oui            | oui                 | oui                              |
| Volkov Commander (en)   | ?          | ?          | ?            | ?              | ?                    | ?           | ?                 | oui            | ?                   | ?                                |
| Windows Explorer        | oui        | oui        | non          | oui            | ?                    | oui         | oui               | non            | oui                 | oui, avec des plugins optionnels |
| xplorer²                | oui        | oui        | non          | oui            | oui                  | oui         | oui               | oui            | oui                 | oui                              |
| XYplorer (en)           | oui        | oui        | oui          | oui            | oui                  | non         | non               | oui            | oui                 | oui                              |
| ZTreeWin (en)           | non        | oui        | oui          | non            | partiel              | oui         | non               | oui            | oui                 | non                              |
| NexusFile               | oui        | oui        | oui          | oui            | non                  | ?           | oui               | oui            | ?                   | oui                              |
| bugFile                 | non        | oui        | non          | oui            | oui                  | non         | non               | non            | non                 | non                              |

- Un gestionnaire de fichiers avec panneaux jumeaux signifie qu'une action dans un panneau produit une réaction dans le panneau connecté. Konqueror supporte de multiples panneaux divisés horizontalement, verticalement ou les deux, mais ces panneaux ne sont pas jumelés par défaut, l'utilisateur doit les marquer comme connectés.

## Protocoles réseau
Cette section comprend des informations sur les protocoles réseaux supportés par les gestionnaires de fichier. La plupart des protocoles sont supportés par une sous-couche logicielle : par exemple, ni le Finder de Mac OS X ni Windows Explorer ni Konqueror ne supportent les protocoles, ils font des renvois d'appel. Seules certaines fonctions, comme l'exploration du système ou le partage, sont implémentées dans le gestionnaire de fichier.
| Gestionnaire de fichier | SMB/CIFS | WebDAV       | NFS     | AFP    | FTP               | FISH/SSH          |
| ----------------------- | -------- | ------------ | ------- | ------ | ----------------- | ----------------- |
| Altap Salamander        | oui      | non          | ?       | non    | oui               | oui               |
| Directory Opus (en)     | oui      | oui          | oui     | non    | oui               | oui SFTP & SSL    |
| Disk Order (ru)         | ?        | ?            | ?       | ?      | oui               | oui (FTPS & SFTP) |
| Dolphin                 | oui      | oui          | oui     | ?      | oui               | oui               |
| emelFM2                 | ?        | ?            | ?       | ?      | ?                 | ?                 |
| Far Manager             | oui      | non          | non     | non    | oui               | oui               |
| Finder                  | oui      | oui          | oui     | oui    | partiel           | non               |
| GNOME Commander         | oui      | oui          | oui     | non    | oui               | oui               |
| FreeCommander           | oui      | ?            | ?       | ?      | oui               | ?                 |
| KFM                     | [ 20 ]   | [ 20 ]       | [ 20 ]  | [ 20 ] | [ 20 ]            | [ 20 ]            |
| Konqueror               | oui      | oui          | oui     | oui    | oui               | oui               |
| Krusader                | oui      | oui          | oui     | non    | oui               | oui               |
| Midnight Commander      | oui      | non          | oui     | non    | oui               | oui               |
| Nautilus                | oui      | oui          | oui     | non    | oui               | oui               |
| Path Finder (en)        | oui      | oui          | oui     | oui    | oui (Read Access) | non               |
| ROX-Filer               | [ 20 ]   | [ 20 ]       | [ 20 ]  | [ 20 ] | [ 20 ]            | [ 20 ]            |
| SpeedCommander          | oui      | ?            | partiel | ?      | oui               | oui               |
| Total Commander         | oui      | oui. Plugin. | partiel | ?      | oui               | oui               |
| Ultimate Commander      | oui      | ?            | ?       | ?      | oui               | ?                 |
| Windows Explorer        | oui      | oui          | partiel | non    | oui               | non               |
| xplorer²                | oui      | oui          | partiel | non    | oui               | non               |
| ZTreeWin (en)           | oui      | partiel      | partiel | non    | partiel           | partiel           |
| NexusFile               | non      | non          | non     | non    | oui               | non               |

## Fonctionnalités des dossiers
| Gestionnaire de fichier | Compression de fichier | Chiffrement de fichier | Renommer des fichiers en cours d'utilisation | Prévisualisation | Dossier colorés, | Filtre de sélection de dossier | Presse papier indépendant | État des dossiers et fichiers | ACL (Access control list) | Renommage de groupe |
| ----------------------- | ---------------------- | ---------------------- | -------------------------------------------- | ---------------- | ---------------- | ------------------------------ | ------------------------- | ----------------------------- | ------------------------- | ------------------- |
| Altap Salamander        | oui                    | oui                    | ?                                            | oui              | oui              | oui, multiple                  | ?                         | oui                           | oui                       | oui                 |
| Directory Opus (en)     | oui                    | partiel                | partiel                                      | oui              | oui              | oui                            | oui                       | ?                             | ?                         | oui                 |
| Disk Order (ru)         | oui                    | ?                      | ?                                            | oui              | ?                | ?                              | ?                         | ?                             | ?                         | ?                   |
| Dolphin                 | oui                    | ?                      | oui                                          | oui              | ?                | ?                              | non                       | ?                             | ?                         | partiel             |
| emelFM2                 | oui                    | oui                    | oui                                          | non              | ?                | oui                            | non                       | ?                             | oui                       | ?                   |
| FAR Manager             | oui                    | oui                    | ?                                            | oui              | oui              | oui                            | ?                         | oui                           | ?                         | oui                 |
| FreeCommander           | oui                    | ?                      | ?                                            | oui              | ?                | ?                              | ?                         | ?                             | ?                         | oui                 |
| GNOME Commander         | oui                    | ?                      | ?                                            | oui              | ?                | ?                              | ?                         | ?                             | non                       | oui                 |
| Finder                  | oui                    | oui                    | oui                                          | oui              | oui              | ?                              | non                       | ?                             | oui                       | non                 |
| Konqueror               | oui                    | oui                    | oui                                          | oui              | ?                | oui                            | partiel                   | ?                             | oui                       | oui                 |
| Krusader                | oui                    | oui                    | oui                                          | oui              | non              | oui                            | oui                       | ?                             | oui                       | oui                 |
| Nautilus                | oui                    | non                    | oui                                          | oui              | non              | non                            | partiel                   | non                           | oui                       | non                 |
| Path Finder (en)        | oui                    | non                    | non                                          | oui              | non              | oui                            | non                       | oui                           | non                       | non                 |
| ROX-Filer               | With helper apps       | With helper apps       | oui                                          | oui              | non              | oui                            | non                       | non                           | non                       | oui                 |
| SpeedCommander          | oui                    | oui                    | oui                                          | oui              | oui              | oui                            | oui                       | oui                           | oui                       | oui                 |
| Total Commander         | oui                    | oui                    | oui                                          | oui              | oui              | oui                            | oui                       | oui                           | oui Log file              | oui                 |
| Windows Explorer        | oui                    | partiel                | non                                          | oui              | non              | non                            | oui                       | non                           | oui                       | partiel             |
| xplorer²                | oui                    | partiel                | partiel                                      | oui              | oui              | oui                            | oui                       | oui                           | oui                       | oui                 |
| XYplorer (en)           | oui                    | partiel                | oui                                          | oui              | oui              | oui                            | oui                       | oui                           | oui                       | oui                 |
| ZTreeWin (en)           | oui                    | partiel                | oui                                          | oui              | oui              | oui                            | non                       | oui                           | non                       | oui                 |
| NexusFile               | oui                    | ?                      | ?                                            | ?                | oui              | oui                            | ?                         | ?                             | ?                         | oui                 |

## Fonctionnalités d'exploration
| Gestionnaire de fichier  | Exploration possible des fichiers compressés | Slideshows    | Taille des répertoires | Taille des sous-répertoires | Comparaison de dossiers | Synchronisation                        | Recherche immédiate (positionnement du curseur pendant la frappe) |
| ------------------------ | -------------------------------------------- | ------------- | ---------------------- | --------------------------- | ----------------------- | -------------------------------------- | ----------------------------------------------------------------- |
| Altap Salamander         | oui                                          | non           | oui                    | ?                           | oui                     | partiel (pour les dossiers à distance) | oui                                                               |
| Directory Opus (en)      | oui                                          | oui           | oui                    | oui                         | oui                     | oui                                    | oui                                                               |
| Disk Order (ru)          | oui                                          | ?             | partiel                | ?                           | oui                     | ?                                      | ?                                                                 |
| Dos Navigator (en) / NDN | oui                                          | ?             | oui                    | ?                           | oui                     | ?                                      | ?                                                                 |
| Dolphin                  | oui                                          | non           | oui                    | non                         | non                     | non                                    | oui                                                               |
| emelFM2                  | ?                                            | non           | partiel                | ?                           | oui                     | ?                                      | oui                                                               |
| Finder                   | non                                          | oui           | oui                    | ?                           | non                     | non                                    | oui                                                               |
| FAR Manager              | oui                                          | non           | oui                    | oui                         | oui                     | non                                    | oui                                                               |
| FreeCommander            | oui                                          | ?             | oui                    | ?                           | oui                     | oui                                    | oui                                                               |
| GNOME Commander          | non                                          | non           | oui                    | oui                         | oui                     | oui                                    | oui                                                               |
| Konqueror                | oui                                          | oui           | oui avec konq-plugin   | ?                           | ?                       | ?                                      | oui                                                               |
| Krusader                 | oui                                          | non           | oui                    | oui                         | oui                     | oui                                    | oui                                                               |
| Midnight Commander       | oui                                          | ?             | oui                    | ?                           | oui                     | oui                                    | oui                                                               |
| Nautilus                 | non                                          | non           | oui                    | non                         | non                     | non                                    | oui                                                               |
| Path Finder (en)         | non                                          | oui           | partiel                | ?                           | non                     | non                                    | oui                                                               |
| ROX-Filer                | non                                          | non           | oui                    | ?                           | non                     | ?                                      | oui, et exploration avec tab completion                           |
| SpeedCommander           | oui                                          | non           | oui                    | oui                         | oui                     | oui                                    | oui                                                               |
| Total Commander          | oui                                          | oui en plugin | oui                    | oui                         | oui                     | oui                                    | oui                                                               |
| Windows Explorer         | oui                                          | oui           | non                    | partiel                     | non                     | oui                                    | oui                                                               |
| xplorer²                 | oui                                          | non           | oui                    | oui                         | oui                     | oui                                    | oui                                                               |
| XYplorer (en)            | non                                          | non           | oui                    | oui                         | non                     | non                                    | oui                                                               |
| ZTreeWin (en)            | oui                                          | non           | oui                    | oui                         | oui                     | non                                    | oui                                                               |

## Fonctionnalités de recherche
Information sur les fonctionnalités de recherche des gestionnaires de fichier. RegExp inclus la possibilités d'utiliser des opérateurs booléens dans la recherche, par conséquent tous les gestionnaires de fichiers qui inclut RegExp supportent les opérateurs booléens.
| Gestionnaire de fichier | Recherche par nom/contenu | Recherche basique par metadata | Recherche complète par metadata | RegExp          | Booléen (recherche de niches) | Logique floue   | Sauvegarde des recherches | Affinage de recherche (recherche itérative) |
| ----------------------- | ------------------------- | ------------------------------ | ------------------------------- | --------------- | ----------------------------- | --------------- | ------------------------- | ------------------------------------------- |
| Altap Salamander        | oui                       | oui                            | ?                               | oui             | ?                             | ?               | oui                       | oui                                         |
| Directory Opus (en)     | oui                       | oui                            | oui                             | oui             | oui                           | oui             | oui                       | oui                                         |
| Disk Order (ru)         | oui                       | ?                              | ?                               | ?               | ?                             | ?               | ?                         | ?                                           |
| Dolphin                 | oui                       | oui                            | oui                             | oui             | oui                           | ?               | ?                         | oui                                         |
| emelFM2                 | oui                       | oui                            | oui                             | ?               | ?                             | ?               | partiel                   | ?                                           |
| Finder                  | oui                       | oui                            | oui                             | ?               | ?                             | ?               | oui                       | ?                                           |
| FAR Manager             | oui                       | oui                            | oui                             | ouiModèle:Refun | ouiModèle:Refun               | ouiModèle:Refun | oui                       | oui                                         |
| FreeCommander           | oui                       | ?                              | ?                               | ?               | ?                             | ?               | ?                         | ?                                           |
| Konqueror               | oui                       | oui                            | oui                             | oui             | ?                             | ?               | ?                         | ?                                           |
| Krusader                | oui                       | oui                            | oui                             | oui             | non                           | non             | oui                       | oui                                         |
| Nautilus                | oui                       | partielModèle:Refun            | partielModèle:Refun             | ?               | ?                             | ?               | oui                       | ?                                           |
| Path Finder (en)        | oui                       | oui                            | oui                             | non             | non                           | ?               | non                       | non                                         |
| ROX-Filer               | oui                       | oui                            | oui                             | oui             | ?                             | ?               | non                       | ?                                           |
| SpeedCommander          | oui                       | oui                            | oui                             | oui             | oui                           | oui             | oui                       | oui                                         |
| Total Commander         | oui                       | oui                            | oui                             | oui             | oui                           | ?               | oui                       | partielModèle:Refun                         |
| Windows Explorer        | oui                       | oui                            | non                             | ?               | ?                             | ?               | oui                       | oui                                         |
| X-file                  | oui                       | oui                            | non                             | oui             | oui                           | non             | oui                       | oui                                         |
| xplorer²                | oui                       | oui                            | oui                             | oui             | oui                           | oui             | oui                       | oui                                         |
| XYplorer (en)           | oui                       | non                            | non                             | oui             | oui                           | oui             | oui                       | oui                                         |
| ZTreeWin (en)           | oui                       | oui                            | partiel                         | partiel         | oui                           | oui             | oui                       | oui                                         |

## Extensibilité
| Gestionnaire de fichier | Filesystem support | Attributs des colonnes | Prévisualisation des fichiers | Indexation Metadata           | Unicode supporté          |
| ----------------------- | ------------------ | ---------------------- | ----------------------------- | ----------------------------- | ------------------------- |
| Altap Salamander        | oui                | non                    | oui                           | ?                             | non                       |
| Directory Opus (en)     | oui                | oui                    | oui                           | partiel                       | oui                       |
| Disk Order (ru)         | oui                | ?                      | ?                             | ?                             |                           |
| Dolphin                 | oui                | oui                    | oui                           | oui                           | oui                       |
| emelFM2                 | ?                  | ?                      | ?                             | ?                             |                           |
| Far Manager             | oui                | oui                    | oui                           | partiel                       | oui                       |
| Finder                  | oui                | non                    | oui                           | oui                           |                           |
| FreeCommander           | ?                  | ?                      | ?                             | ?                             | non                       |
| Konqueror               | ?                  | ?                      | oui                           | ?                             |                           |
| Krusader                | oui                | oui                    | oui                           | partiel                       |                           |
| Midnight Commander      | oui                | non                    | non                           | non                           |                           |
| Nautilus                | oui                | ?                      | oui                           | ?                             |                           |
| Path Finder (en)        | ?                  | ?                      | ?                             | ?                             |                           |
| ROX-Filer               |                    | non                    | oui                           | non                           |                           |
| SpeedCommander          | oui                | oui                    | oui                           | ?                             | oui                       |
| Total Commander         | oui                | oui                    | oui                           | oui dans l'outil de recherche | partiel en police unicode |
| Windows Explorer        | oui                | oui                    | oui                           | oui                           | oui                       |
| xplorer²                | oui                | oui                    | oui                           | ?                             | oui                       |
| ZTreeWin (en)           | oui                | non                    | oui                           | ?                             |                           |